# Cláudio Winck
Cláudio Winck Neto, född 15 april 1994 i Portão, är en brasiliansk fotbollsspelare som spelar för Marítimo i Primeira Liga.

## Meriter

### Inom klubblag
Internacional
- Campeonato Gaúcho: 2012, 2013, 2014, 2015

### Landslag
Brasilien
- Sydamerikanska U17-mästerskapet i fotboll: 2011